# رومان باسكين
رومان باسكين (بالإستونية: Roman Baskin)‏ هو مخرج وممثل إستوني (وحمل سابقاً جنسية الاتحاد السوفيتي)، ولد في 25 ديسمبر 1954 في تالين في إستونيا، وتوفي في 13 سبتمبر 2018.

## وصلات خارجية
- رومان باسكين على موقع IMDb (الإنجليزية)
- رومان باسكين على موقع قاعدة بيانات الفيلم (الإنجليزية)